# مرگ در سرقت مسلحانه (فیلم ۲۰۱۷)
مرگ در سرقت مسلحانه (انگلیسی: Going in Style) یا با نام ایرانی مثل یک ستاره زندگی کن فیلمی در ژانر زوج هنری، سرقت و کمدی به کارگردانی زک برف است که در سال ۲۰۱۷ از سوی برادران وارنر منتشر شد.

## بازیگران
- مورگان فریمن
- مایکل کین
- آلن آرکین
- جویی کینگ
- مت دیلون
- کریستوفر لوید